# José María Martín de Herrera y de la Iglesia
José María Martín de Herrera y de la Iglesia (Aldeadávila de la Ribera, 26 de agosto de 1835 - Santiago de Compostela, 8 de dezembro de 1922) foi um cardeal de longa data na Igreja Católica Romana nos primeiros anos do século XX. Excepcionalmente, ele serviu como arcebispo de dioceses em mais de um país diferente, sendo ambos arcebispo de Santiago de Cuba e de Santiago de Compostela durante sua carreira na Igreja.

## Biografia
Ordenado em 1858, José María Martín rapidamente mostrou sua habilidade em teologia e direito canônico. No entanto, ao invés de se tornar um professor de teologia, ele passou os dezessete anos seguintes em trabalho pastoral antes de ser escolhido como arcebispo de Santiago de Cuba (naqueles dias dado a alguém da Espanha) com relativamente pouca idade (ao mesmo tempo ele estava correndo para se tornar o Auditor da Rota Romana).
Embora tenha sido auxiliado por vários outros espanhóis proeminentes na administração de sua diocese cubana, José María Martín foi devolvido à Espanha no papel mais prestigioso de arcebispo de Santiago de Compostela em 1889. Ele foi elevado a cardeal pelo Papa Leão XIII em 1897 e participou nos conclaves papais de 1903 e 1914. No entanto, na época do Conclave de 1922, o cardeal Martín era velho demais para viajar a Roma e, portanto, pediu licença para participar. Ele morreu em dezembro daquele ano.